# لازلو يانوفسكي
لازلو يانوفسكي (من مواليد 12 يوليو 1953 ) هو لاعب كرة يد مجري سابق  شارك في الألعاب الأولمبية الصيفية عام 1976 وفي الألعاب الأولمبية الصيفية لعام 1980 .
في عام 1976، كان يانوفسكي جزءًا من الفريق المجري الذي احتل المركز السادس في البطولة الأولمبية . لعب جميع المباريات الخمس وسجل هدف واحد. 
بعد أربع سنوات، احتل يانوفسكي المركز الرابع مع الفريق المجري في البطولة الأولمبية لعام 1980. لعب جميع المباريات الست وسجل ثلاثة أهداف.

## روابط خارجية
- لازلو يانوفسكي على موقع أوليمبيديا (الإنجليزية)
- لازلو يانوفسكي على موقع اللجنة الأولمبية المجرية (الهنغارية)